# Campeonato Mundial de Bobsleigh y Skeleton de 2025
El LXVIII Campeonato Mundial de Bobsleigh y Skeleton se celebró en Lake Placid (Estados Unidos) entre el 6 y el 15 de marzo de 2025 bajo la organización de la Federación Internacional de Bobsleigh y Skeleton (FIBT) y la Federación Estadounidense de Bobsleigh y Skeleton.
Las competiciones se realizaron en la Pista Olímpica de Mt. Van Hoevenberg de la ciudad estadounidense.

## Bobsleigh
| Evento                      | Oro                                                                                            | Plata                                                                                    | Bronce                                                                          |
| --------------------------- | ---------------------------------------------------------------------------------------------- | ---------------------------------------------------------------------------------------- | ------------------------------------------------------------------------------- |
| Masculino doble (09.03)     | Francesco Friedrich · Alexander Schüller · Alemania · 3:39,32                                  | Johannes Lochner · Georg Fleischhauer · Alemania · 3:39,35                               | Adam Ammour · Benedikt Hertel · Alemania · 3:40,15                              |
| Masculino cuádruple (15.03) | Francesco Friedrich · Matthias Sommer · Alexander Schüller · Felix Straub · Alemania · 2:44,52 | Johannes Lochner · Florian Bauer · Jörn Wenzel · Georg Fleischhauer · Alemania · 2:44,80 | Bradley Hall Arran Gulliver Taylor Lawrence Gregory Cackett Reino Unido 2:45,00 |
| Femenino individual (09.03) | Kaysha Love Estados Unidos 3:57,82                                                             | Laura Nolte · Alemania · 3:58,26                                                         | Elana Meyers Taylor Estados Unidos 3:58,31                                      |
| Femenino doble (15.03)      | Laura Nolte · Deborah Levi · Alemania · 3:46,00                                                | Kim Kalicki · Leonie Fiebig · Alemania · 3:46,52                                         | Lisa Buckwitz · Kira Lipperheide · Alemania · 3:47,46                           |

## Skeleton
| Evento               | Oro                                               | Plata                                               | Bronce                                     |
| -------------------- | ------------------------------------------------- | --------------------------------------------------- | ------------------------------------------ |
| Masculino (07.03)    | Matthew Weston Reino Unido 3:35,48                | Marcus Wyatt Reino Unido 3:37,38                    | Axel Jungk · Alemania · 3:37,41            |
| Femenino (07.03)     | Kimberley Bos · Países Bajos · 3:40,06            | Mystique Ro Estados Unidos 3:40,73                  | Anna Fernstädt · República Checa · 3:40,81 |
| Equipo mixto (08.03) | Mystique Ro Austin Florian Estados Unidos 1:54,53 | Tabitha Stoecker Matthew Weston Reino Unido 1:54,63 | Zhao Dan Lin Qinwei China 1:54,81          |

## Medallero
| Núm. | País            | Oro | Plata | Bronce | Total |
| ---- | --------------- | --- | ----- | ------ | ----- |
| 1    | Alemania        | 3   | 4     | 3      | 10    |
| 2    | Estados Unidos  | 2   | 1     | 1      | 4     |
| 3    | Reino Unido     | 1   | 2     | 1      | 4     |
| 4    | Países Bajos    | 1   | 0     | 0      | 1     |
| 5    | China           | 0   | 0     | 1      | 1     |
| 5    | República Checa | 0   | 0     | 1      | 1     |
|      | TOTAL           | 7   | 7     | 7      | 21    |